# Autostrada A14dir
Autostrada A14dir (wł. A14 diramazione Ravenna) – odgałęzienie autostrady A14 łączące jej główny przebieg pomiędzy miejscowościami Imola i Faenza z miastem Rawenna. Jest zarządzane przez Autostrade per l'Italia.